# Baryceros parvituberculatus
Baryceros parvituberculatus är en stekelart som först beskrevs av Cameron 1885.  Baryceros parvituberculatus ingår i släktet Baryceros och familjen brokparasitsteklar. Inga underarter finns listade.